# واين بلوم
واين بلوم (بالإنجليزية: Wayne Bloom)‏ هو مصارع محترف أمريكي، ولد في 22 مارس 1958 في منيابولس في الولايات المتحدة.

## وصلات خارجية
- واين بلوم على موقع CageMatch worker (الإنجليزية)
- واين بلوم على موقع قاعدة بيانات المصارعة على الإنترنت (الإنجليزية)

- واين بلوم على موقع IMDb (الإنجليزية)